# Dilució de capital
Es coneix com a dilució de capital o efecte dilució la baixada de preu que pateixen les accions d'una empresa derivada d'una ampliació de capital.

## Ampliacions de capital no alliberades amb dret de subscripció preferent
Una de les característiques habituals d'una ampliació de capital és que només els socis actuals hi puguin anar, això s'articula a través dels drets preferents de subscripció. Cada accionista rep el dia de l'anunci de l'ampliació un dret per cada acció que té. Per poder subscriure una acció nova, un accionista haurà d'aportar els drets i pagar-ne el preu d'emissió.
Com a norma el preu d'emissió sempre és inferior al preu de mercat de les accions (perquè altrament ningú voldria accions), és aquest preu diferent el que fa que entrin un grup d'accions a un preu inferior i això arrossega la cotització mitjana dels títols cap avall.